# メディアエクスチェンジ
メディアエクスチェンジは、かつてメディアエクスチェンジ株式会社が提供していた商用インターネットエクスチェンジサービス。またそのサービスを行っていた日本の電気通信事業者である。当時はMEX（メックス）の通称で知られた。メディアエクスチェンジ株式会社は、2010年にインターネットデータセンター事業及びインターネット接続サービス事業をシーイーシーへ譲渡し、フリービットクラウド株式会社へと社名変更。2014年に株式会社ドリーム・トレイン・インターネットへ吸収合併されている。

## 概要
インターネットイニシアティブ(IIJ)の創業者の一人であり、WIDEプロジェクトの中心人物でもあった吉村伸と、当時のTTNet（東京通信ネットワーク、後のパワードコム）を始めとする電力系通信事業者の共同出資により1997年に設立。
日本で最初に商用のインターネットエクスチェンジ(IX)を立ち上げることを目指して設立され、同年9月より営業を開始した（ただし日本最初の商用IXの座は、タッチの差でKDDI系の日本インターネットエクスチェンジ(JPIX)に奪われている）。2004年9月には東証マザーズ市場に上場している。
なおインターネットトラフィックに関する国際的な研究機関であるPacket Clearing House(PCH)ではMEXをIXと認めていないため、MEXについて「IXではなく国内トランジットの販売業者に過ぎない」と主張する向きもある。

## 関係会社変遷
その後、親会社であるパワードコムがKDDIに吸収合併されることが決定したことなどに伴い、2005年11月にはライブドアとの資本提携を発表し、ライブドアグループ入りした。
しかし、2006年2月にはライブドア事件が発覚したことから、同社の取締役会は資本関係の抜本的見直しを求める決議を行い、ライブドアグループから離脱する意向を表明。その後動きがなかったため、一時はライブドアグループ残留かと見られたが、同年12月に同社株の31.56%をライブドアから日本SGIが買い取ることが発表され、同社はライブドアグループから離脱し日本SGI傘下（さらに元をたどるとNECグループ）に入ることとなった。
2009年3月19日に、大手インターネットサービスプロバイダ(ISP)のフリービットが株式公開買付け(TOB)により同社株式の83.25%を取得し子会社化。日本SGI及びLDH（旧ライブドア）はこのTOBに応じ株式を全株売却したため、両社との資本関係はなくなっている。
2010年9月1日を変更日とし、メディアエクスチェンジ株式会社からフリービットクラウド株式会社へと社名を変更した。また、リアルデータセンター事業を同日を譲渡日として、シーイーシーへ事業譲渡を行った。
2014年5月1日に、フリービットクラウド株式会社は株式会社ドリーム・トレイン・インターネットへ吸収合併され解散した。